# Chijara
Chijara (arab. خيارة) – wieś w Syrii, w muhafazie Idlib. W 2004 roku liczyła 673 mieszkańców.